# I. C. Brătianu (Tulcea)
I.C. Brătianu é uma comuna romena localizada no distrito de Tulcea, na região de Dobruja. A comuna possui uma área de 48.77 km² e sua população era de 1224 habitantes segundo o censo de 2007.